# ГЕС Комерфорд
ГЕС Комерфорд — гідроелектростанція на межі штатів Вермонт та Нью-Гемпшир (Сполучені Штати Америки). Знаходячись між ГЕС Moore (5 МВт, вище по течії) та McIndoes (13 МВт), входить до складу каскаду на річці Коннектикут, яка дренує східну сторону Аппалачів та впадає до протоки Лонг-Айленд.
У межах проекту річку перекрили комбінованою греблею висотою 52 метри та довжиною 687 метрів, яка включає бетонну гравітаційну частину та прилеглу до неї ліворуч коротшу земляну ділянку. Гребля утримує витягнуте по долині річки на 13 км водосховище з площею поверхні 4,4 км2 та об'ємом 39,8 млн м3.
Пригреблевий машинний зал обладнали чотирма турбінами типу Френсіс потужністю по 40,4 МВт (загальна номінальна потужність станції рахується як 140 МВт), котрі працюють при номінальному напорі у 55 метрів.